# Richard Gardner
Richard Alan Gardner (28 de abril de 1931 — 25 de maio de 2003) foi um psiquiatra estadunidense que atuava como perito em casos de custódia de crianças. Ficou conhecido por ter desenvolvido a teoria da Síndrome de alienação parental.

## Biografia
Richard Alan Gardner nasceu no Bronx, Nova York, em 28 de abril de 1931. Obteve seu diploma de medicina na Universidade de Columbia em 1956. Ao longo de sua carreira, Gardner se especializou em psiquiatria infantil e publicou sobre vários tópicos relacionados à saúde mental infantil. Gardner foi professor de psiquiatria infantil no Colégio de Médicos e Cirurgiões da Universidade Columbia de 1963 até sua morte, escrevendo extensivamente sobre o divórcio. Também serviu no Corpo Médico do Exército como diretor de psiquiatria infantil em um hospital do Exército na Alemanha.

## Trabalhos desenvolvidos
Em 1973, Gardner criou um dos primeiros jogos de tabuleiro terapêuticos, “The Talking, Feeling and Doing Game”, que tem uso direcionado para psicoterapia infantil.
Na década de 1980, interessou-se cada vez mais por casos de falsas acusações de abuso sexual, que considerava produto de um aprofundamento da histeria nacional, e cunhou o termo "síndrome de alienação parental" para descrever uma suposta dinâmica em casos de divórcio litigioso, em que uma criança é supostamente manipulada por um dos pais para rejeitar o outro pai.
A teoria da SAP e a validade do conceito têm sido amplamente debatidas e criticadas por muitos profissionais da área jurídica e médica. Muitos especialistas questionaram a base científica da SAP e argumentam que a teoria tem sido usada de forma inadequada e até prejudicial em disputas de custódia.
Em 2008 a Associação Americana de Psiquiatria publicou uma nota onde recusou-se a tomar uma posição oficial sobre a SAP, mas levantou preocupações sobre a falta de dados de apoio para a suposta síndrome e sobre como o termo é usado.
A American Bar Association (ABA) publicou uma revisão sobre a Síndrome da Alienação Parental e concluiu que ela não tem base científica em um artigo intitulado "Parental Alienation Syndrome: 30 Years On And Still Junk Science".
Em um artigo de 2002 no American Journal of Family Therapy, Gardner afirmou que a maioria dos seus críticos deturparam suas ideias. “Os advogados frequentemente selecionam material fora de contexto para melhorar as suas posições nos tribunais... algumas destas percepções e deturpações tornaram-se tão difundidas que considerei sensato formular esta declaração”, escreveu ele. No mesmo artigo, Gardner negou que tolerasse a pedofilia: "Acredito que a pedofilia é uma coisa ruim para a sociedade. Acredito, no entanto, que a pedofilia, como todas as outras formas de sexualidade atípica, faz parte do repertório humano e que todos os seres humanos nascem com o potencial para desenvolver qualquer uma das formas de sexualidade atípica (que são referidas como parafilias pelo DSM- 4). O meu reconhecimento de que uma forma de comportamento faz parte do potencial humano não é um endosso a esse comportamento."

## Morte
Richard Gardner morreu aos 72 anos em sua casa em Tenafly, Nova Jersey, em 25 de maio de 2003. A causa da morte, segundo informou seu filho Andrew, foi um suicídio devido ao avanço dos sintomas de uma distrofia simpática reflexa, uma síndrome neurológica dolorosa.